# Popoveț, Haskovo
Popoveț (în bulgară Поповец) este un sat în comuna Stambolovo, regiunea Haskovo,  Bulgaria. 

## Demografie
Componența etnică a satului Popoveț
     Turci (89,69%)
     Nicio identificare (10,3%)
     Altele (0%)
La recensământul din 2011, populația satului Popoveț era de 291 locuitori. Din punct de vedere etnic, majoritatea locuitorilor (89,69%) erau turci. Pentru 10,3% din locuitori nu este cunoscută apartenența etnică.